# Gare d’Ondres
Gare d’Ondres vasútállomás Franciaországban, Ondres településen.

## Vasútvonalak
Az állomást az alábbi vasútvonalak érintik:
- Bordeaux–Irun-vasútvonal

## Kapcsolódó állomások
A vasútállomáshoz az alábbi állomások vannak a legközelebb:
- Gare de Boucau
- Gare de Labenne